# Lavochkin La-174TK
Lavochkin La-174TK là một loại máy bay tiềm kích của không quân Xô viết trước đây. 

## Thiết kế và phát triển
Trong khi bề mặt cánh xuôi sau đã được chấp nhận cho cả La-168 và La-172, La-174TK lại có thiết kế cũng để đáp ứng được những yêu cầu về hiệu suất đặc tính nhưng với cánh không xuôi sau. Cánh có tỷ lệ bề dày chỉ có 6% ("TK" nghĩa là Tonkoye Krylo, hay Cánh Mỏng), OKB Lavochkin tin rằng có thể đề xuất hầu hết lợi thế của cánh dày xuôi sau trong khi loại bỏ được một số bất lợi. Cấu hình cơ bản của La-174TK đã quay trở lại cấu hình của seri máy bay tiêm kích La-156 trước đó, mặc dù mối liên hệ bị hạn chế do thiết chế chung ban đầu, với một động cơ phản lực NII-1 (RD-500) tạo lực đẩy 1590 kg phía sau thân máy bay.
Nó được trang bị vũ khí gồm 3 khẩu pháo 23mm Nudelman-Suranov NS-23 và chuyến bay thử nghiệm bắt đầu vào đầu năm 1948. Dù nhẹ hơn La-172, La-174TK lại trình diễn khả năng điều khiển bằng tay và đặc trưng sử dụng yếu hơn, những phát triển xa hơn đã không được tiếp tục. Tên gọi chỉ định của phòng thiết kế được tái chỉ định cho nguyên mẫu thay thế cho La-172 sau đó trở thành La-174D.

## Thông số kỹ thuật

### Đặc điểm riêng
- Phi đoàn: 1
- Chiều dài: 9.41 m (30 ft 10 in)
- Sải cánh: 8.64 m (28 ft 4 in)
- Chiều cao: n/a
- Diện tích cánh: 13.52 m²
- Trọng lượng rỗng: 2310 kg (5093 lb)
- Trọng lượng cất cánh: 3315 kg (7308 lb)
- Trọng lượng cất cánh tối đa: n/a
- Động cơ: 1x Klimov RD-500, 1590 kg

### Hiệu suất bay
- Vận tốc cực đại: 971 km/h (trên độ cao 5000 m) (603 mph)
- Tầm bay: 960 km (597 miles)
- Trần bay: 14600 m
- Vận tốc lên cao: 5000 m/2.5 phút
- Lực nâng của cánh: 246 kg/m²
- Lực đẩy/trọng lượng: 0.48

### Vũ khí
- 3 x pháo 23mm Nudelman-Suranov NS-23

## Nội dung liên quan

### Máy bay có cùng sự phát triển
- Lavochkin La-156

### Trình tự thiết kế
- Lavochkin La-174 · Lavochkin La-174TK · Lavochkin La-176 · Lavochkin La-180